# Musée archéologique de Pasca
Le musée archéologique de Pasca se trouve dans la ville colombienne de Pasca. Fondé par le prêtre catholique Jaime Hincapié Santamaría, il abrite une grande collection d'objets de l'époque précolombienne ainsi que des restes humains, dont des momies muisca. Il possède une réplique du célèbre bateau d'or, Balsa Muisca, trouvé près de cette ville et qui représente le rite de l'Eldorado. Le musée possède également un muséum d'histoire naturelle et un grand insectarium.